# Konrad Ungnad von Weissenwolff
Konrad (Conrad) Ungnad von Weissenwolff (14. ledna 1855, Ruska Wieś, dnes Wybrzeże – 24. října 1912, Steyregg) byl rakouský šlechtic, velkostatkář a politik, syn Guidobalda (1817–1872) z hraběcího rodu Ungnadů z Weissenwolffu.

## Život
Narodil se 14. ledna 1855 jako Konrád Jan Pavel Felix hrabě Ungnad z Weissenwolffu (německy Conrad Johann Paul Felix Graf Ungnad von Weissenwolff).
Po smrti otce Guidobalda zdědil fideikomis Steyregg a Parz v Horních Rakousích, angažoval se v řadě hornorakouských spolků a uskupení (lesních jednot, Umělecké jednoty). Působil politicky v Hornorakouském zemském sněmu a od roku 1899 mu bylo přiznáno doživotní a dědičné místo v Panské sněmovně.
Po smrti Ervína Šlika (1906) se přihlásil o dědictví šlikovského rodinného fideikomisu Kopidlno a dlouholetý spor proti bratrovi Ervína Františkovi nakonec Konrad roku 1912, krátce před smrtí, skutečně vyhrál.
V roce 1879 se ve Vídni oženil s Mariettou ze Starhembergu (1860–1940), dcerou Camillo Heinrich von Starhemberg. Z manželství vzešlo pět dětí, dvě dcery a tři synové (jeden zemřel v útlém věku). Synové Paul (1886–1915) a Nicolaus (1895–1917) zemřeli mladí a bezdětní a roku 1917 vymřel rod po meči. Majetky si rozdělily dcery Irena (1880–1969), provdaná Szápáryová (Steyregg) a Henrietta (1883–1962), provdaná Thurn-Taxisová (Kopidlno).